# Vanilla dungsii
Vanilla dungsii är en orkidéart som beskrevs av Guido Frederico João Pabst. Vanilla dungsii ingår i släktet Vanilla och familjen orkidéer. Inga underarter finns listade i Catalogue of Life.